# William Arthur Macdonald Stawell
William Arthur Macdonald Stawell, britanski general, * 1895, † 1987.